# Prvenci
Prvenci este o localitate din comuna Markovci, Slovenia, cu o populație de 224 de locuitori.